# شان مک‌درموت
شان مک‌درموت (انگلیسی: Sean McDermott؛ زادهٔ ۳۰ مهٔ ۱۹۹۳) بازیکن فوتبال اهل جمهوری ایرلند است.
از باشگاه‌هایی که در آن بازی کرده‌است می‌توان به باشگاه فوتبال آرسنال و باشگاه فوتبال لیدز یونایتد اشاره کرد.
وی همچنین در تیم‌های ملی فوتبال زیر ۱۷، ۱۹، ۲۱ سال جمهوری ایرلند بازی کرده‌است.